# Trichognathella schoenlandi
Trichognathella schoenlandi là một loài nhện trong họ Theraphosidae. Chúng được Mary Agard Pocock miêu tả năm 1900.